# Coppa Italia Primavera 1999-2000
La Coppa Italia Primavera 1999-2000 è stata la ventottesima edizione del torneo riservato alle squadre giovanili iscritte al Campionato Primavera. Il detentore del trofeo era il Torino.
La vittoria finale è andata all'Atalanta per la prima volta nella sua storia.